# Nea Kallikrateia
Nea Kallikrateia (în greacă Νέα Καλλικράτεια) este un oraș din regiunea istorico-geografică Macedonia a Greciei, situată din punct de vedere administrativ în municipalitatea Nea Propontida a regiunii Macedonia Centrală. El are, potrivit recensământului din 2001, o populație de 6.204 locuitori.

## Geografie
Nea Kallikrateia este situată în partea de vest a Peninsulei Calcidice, pe malul Golfului Thermaic.

## Istorie

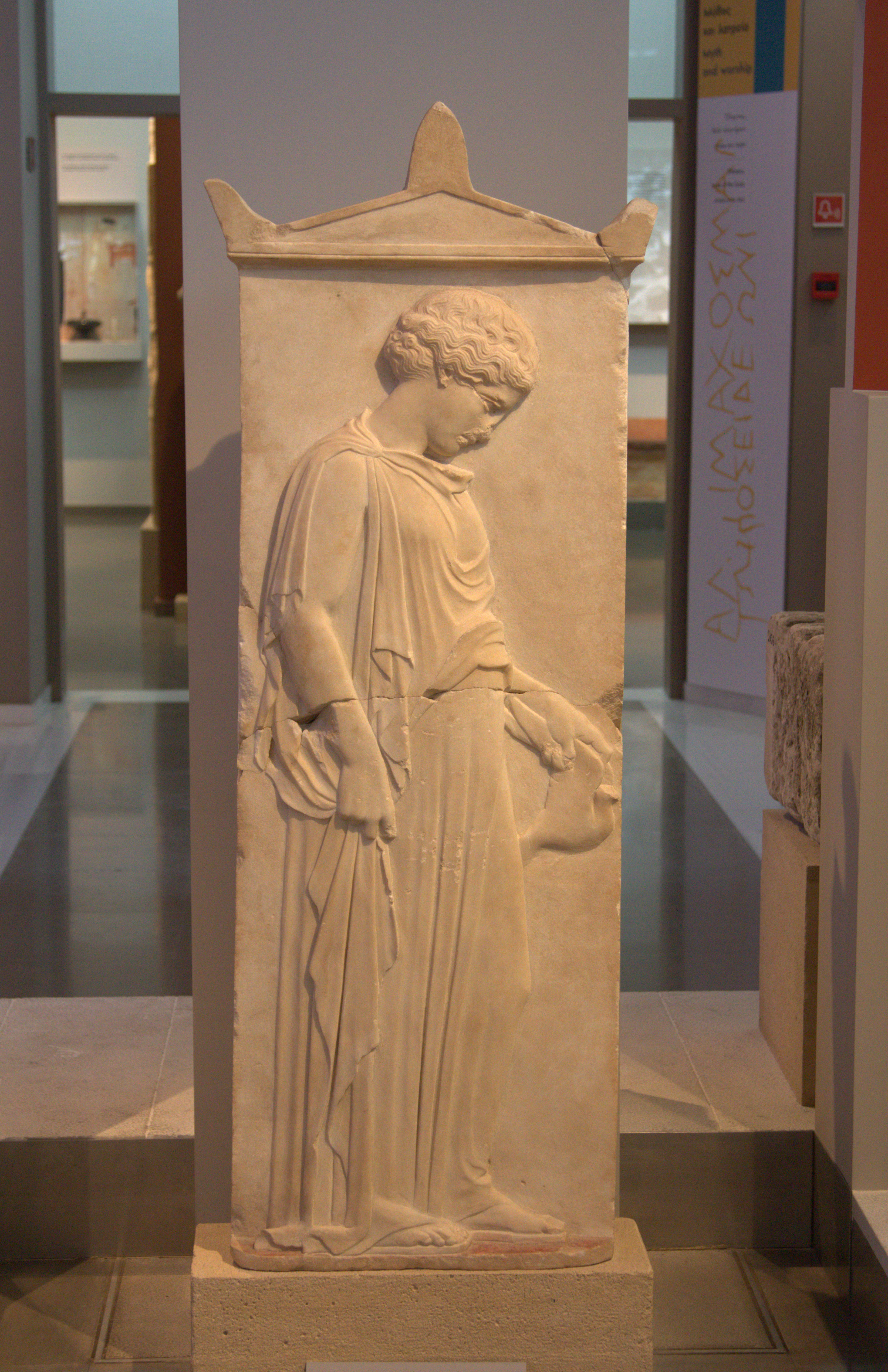
Stela din Nea Kallikrateia

În această zonă a fost descoperită o așezare preistorică. Stela funerară din Nea Kallikrateia datează din perioada clasică și este o dovadă strălucită a prosperității regiunii. Stela, datată din anul 440 î.Hr. și expusă în Muzeul de Arheologie din Salonic, este cel mai vechi și mai important relief artistic descoperit în nordul Greciei.
În epoca bizantină, pe teritoriul actualului oraș, exista o fermă agricolă numită Stomio, care aparținea mănăstirii Xenofont de pe Muntele Athos.
La 1 km nord-vest de oraș se află Biserica medievală bizantină „Sf. Trifon”.
Orașul Nea Kallikrateia a fost fondat în 1922 de refugiații greci din orașul trac Kallikrateia, astăzi suburbia Mimarsinan a Istanbulului.